# دبيان
دبيان ((بالإنجليزية: Debian)‏ تُلفظ /ˈdɛbiən/) هو نظام تشغيل للحاسوب يتكون حصرياً من برمجيات حرة ومفتوحة المصدر، بالأخص تلك التي تندرج تحت رخصة جنو العمومية بالإضافة إلى غيرها من رخص البرمجيات الحرة. مشروع دبيان هو منظمة غير ربحية، يعتبر أحد أكبر وأعرق المشاريع الحرة بعد مؤسسة البرمجيات الحرة، مكون من متطوعين ومبرمجين من جميع أنحاء العالم يعكفون على تطوير دبيان والبرمجيات الحرة ومفتوحة المصدر.
دبيان جنو/لينكس، الذي يستخدم نواة لينكس وأدوات جنو، هي توزيعة جنو/لينكس الأكثر نفوذا وشعبية. توزع كل إصدارة من دبيان مع اللآلاف من البرامج الموجودة في المستودعات والجاهزة للتثبيت والاستخدام. دبيان معروف بالتزامه الصارم نسبياً بفلسفة يونكس والبرمجيات الحرة، وبالتطوير وإجراء الاختبارات بشكل تشاركي وتعاوني مفتوح. دبيان نظام التشغيل العالمي كما يطلق عليه، يتناسب مع العديد من الاستعمالات: من الأنظمة المكتبية إلى الدفترية؛ من خوادم التطوير إلى الأنظمة العنقودية؛ ولقواعد البيانات، الويب أو خوادم التخزين. في نفس الوقت، تبذل جهود إضافية لضمان الجودة مثل التثبيت التلقائي والترقية الاختبارية لكل الحزم على مستودعات دبيان للتأكد من أن دبيان يلبي أعلى التوقعات لدى مستخدمية. بحسب وصف موقع مشروع دبيان وآخرين، فإن دبيان صلب كالصخرة، آمن، واختبر بصرامة. لذلك تجد الكثير من التوزيعات انحدرت منه واتخذته أساسًا لها.
بالإضافة إلى النواة لينكس فإن مشروع دبيان يدعم أنوية نظم تشغيل غير لينكس مثل نواة هيرد، ونواة فري بي.إس.دي ضمن مشروع Debian GNU/kFreeBSD، كما يتم تطوير إصدارة نيكسينتا بنواة اوبن سولاريس عليه ولكنها ليست جزءًا من مشروع دبيان بشكل رسمي.

## التسمية، النطق، وأسماء الإصدارات
النطق الرسمي لدبيان هو 'deb ee n'. ويأتي الاسم من منشئ دبيان، مطور البرمجيات إيان موردوك واسم صديقته وقت الإصدار وزوجته الآن ديبرا. حيث قام موردوك بجمع أول ثلاثة حروف من اسميهما. وكان إيان أنذاك طالب في جامعة بيردو.
أسماء الإصدارات هي مجرد «أسماء رمزية». يتم تسمية الإصدارات على أسماء شخصيات في فيلم حكاية لعبة. عند توزيع دبيان في مرحلة التطوير فإنه لايوجد لديه رقم إصدار لكنه فقط يملك اسم رمزي. الهدف من هذه الأسماء الرمزية التعرف على النسخ المتطابقة لتوزيعة دبيان (مثلا إذا كان هناك دليل حقيقي اسمه غير مستقر، وفجأة تغير الاسم إلى مستقر، فان هناك الكثير من الأشياء سيتم تحميلها من جديد بدون داعي). لكن بوجود الاسم الرمزي سترتبط بالدليل باسم نسختك الرمزية، وسيتعرف على وضع النسخة (مستقر، غير مستقر...) وهنا ستحمل الأشياء التي يجب أن تحمل فقط.
كل إصدار من دبيان يأخذ اسماً رمزياً مختلفاً عن الآخر، بحيث يطلق الاسم الرمزي على النسخة بشكل رسمي في مرحلة «الاختبار»، وتأخذه معها في دورتها حتى النهاية (عندما تصبح مستقرة، مستقرة قديمة.....). لكن هناك الفرع غير المستقر، وهو أول مرحلة تصل إليها التوزيعة، فتأخذ التوزيعة دائما الاسم "sid" في هذا الفرع. الفتى "sid" الذي دمر اللعب في فيلم حكاية لعبة.

## المنظمة
|  |

يخضع مشروع دبيان للدستور والعقد الاجتماعي الذي يحدد الهيكل الإداري للمشروع، وينص على أن الهدف من المشروع هو تطوير نظام تشغيل حر. يجري تطوير دبيان على يد أكثر من ثلاثة آلاف متطوع  من مختلف أنحاء العالم من خلال جمع التبرعات من عدة منظمات غير هادفة للربح منتشرة في جميع أنحاء العالم، ومن أهمها منظمة البرمجيات في المصلحة العامة  وهي منظمة غير ربحية مقرها نيويورك،  تأسست لمساعدة دبيان وغيرها من المنظمات المشابهة التي تقوم بتطوير وتوزيع الأجهزة والبرمجيات المفتوحة.
وبالتالي فإن مشروع دبيان هو منظمة مستقلة لامركزية؛ ليست مدعومة من شركة مثل بعض توزيعات جنو/لينكس الأخرى ونذكر، اوبنتو، اوبن سوزي، فيدورا، وماندريفا لينكس. قدرت إحصائيات أن تكلفة تطوير كافة الحزم في دبيان 5.0 ليني المقدرة بـ (323 مليون سطر برمجي)، باستخدام طريقة كوكومو بحوالي 8 مليارات دولار أمريكي. وفي إحصائية أخرى حسب تقديرات موقع أوبن هب فإن (54 مليون سطر برمجي) تم حسابها بطريقة كوكومو، سيكلف مليار دولار أمريكي لتطويره.

## ميزات
تعتمد العديد من التوزيعات على دبيان، ومنها: أوبونتو، ميبيس، دريم لينكس، دام سمول لينكس، اكسانورس، كنوبيكس، باك تراك، لينسباير، جنو لين إكس، كرانشبانج لينكس، ابتوسيد، ولينكس مينت إصدار دبيان، وتوزيعات عديدة أخرى.... دبيان معروف بخياراته الكثيرة والعديدة. الإصدار الحالي المستقر يتضمن أكثر من 29,000 حزمة برمجية معدة لـتسعة معماريات  باستخدام نواة لينكس، بالإضافة لدعم معماريتين باستخدام نواة فري بي اس دي وهما (kfreebsd-i386 و kfreebsd-amd64). إن من أبرز ميزات دبيان هو نظام إدارة الحزم أبت، مستودعات مع أعداد كبيرة من الحزم، وسياسات صارمة فيما يتعلق بالحزم، للحصول على حزم ذات جودة عالية تسمح هذه الممارسات بترقيات سهلة بين الإصدارات، وضمان أكبر توافق بين الحزم وتقليل التضارب فيما بينها، فضلا عن تركيب وإزالة للحزم تلقائيًّا.
عند تنزيل دبيان بالطريقة القياسية تكون بيئة سطح المكتب الافتراضية هي جنوم، وتأتي مع العديد من البرامج الشعبية مثل: أوبن أوفيس.أورج، آيس ويزل (هو نسخة حرة بالكامل من الفايرفوكس)، قارئ البريد إيفوليوشن، بالإضافة إلى ناسخ وقارئ سي دي/ديفيدي، ومشغل فيديو وموسيقى، وعارض صور، ومحررات، زائد قارئ pdf. هناك عدة صور أيزو متوفرة لدبيان، هذه الصور تقوم بحرقها على قرص مدمج. الصورة الأولى التي تحرقها على سي دي رقم واحد يكفي لتثبيت أساس النظام وعدة برامج إضافية، بالإضافة لبيئات سطح المكتب. مثل كيدي، إكسفس، وكذلك إل إكس دي إي. فقط اختر صورة القرص الذي يحتوي على بيئة سطح المكتب التي تريد (مثلا أختر صورة الأيزو التي تحتوي على واجهة كيدي)، أما إذا كنت تريد عدة واجهات رسومية اختر الديفيدي رقم واحد. وبعد تركيب النظام تستطيع تثبيت أي برنامج تريد عبر مدير الحزم أبت بكل سهولة.
أما صور الأيزو الأخرى تحتوي على كافة الحزم المتوفرة حاليُا، وهذه الحزم ليست ضرورية لعملية التثبيت القياسية، صور الأيزو تلك مفيدة كثيرا للذين لايملكون اتصالاً بالإنترنت، أما إذا كنت تملك اتصالا بالإنترنت فتستطيع تثبيت اللآف البرامج عبر مدير الحزم أبت أو أحد الواجهات الرسومية له.
إذا كنت تجد صعوبة بتحميل صور الأيزو وحرقها، فهناك طريقة أخرى لتثبيت وهي التثبيت عبر قرص الشبكة، الذي هو أصغر حجما بكثير من ملف الإيزو العادي. لكنه يحتوي فقط على المتطلبات الازمة لبدء تشغيل المثبت وتثبيت الحزم المحددة أثناء التثبيت عبر أبت. لكنه يتطلب اتصالا بالإنترنت.
تستطيع تحميل ملف الأيزو بعدة طرق أما تنزيله عن طريق رابط مباشر من الإنترنت، أو بت تورنت، أو عبر جيكدو. أو شراء أقراص سي دي أو ديفيدي من الإنترنت. إذا كنت تملك نظاما آخر مثل ويندوز فتستطيع تثبيته من داخله أيضا... لمعلومات أكثر حول تثبيت دبيان راجع صفحة الحصول على دبيان.

## تنظيم المشروع
مشروع ديبيان هو منظمة تطوعية مع ثلاث وثائق تأسيسية:
- عهد دبيان الاجتماعي يقدم تعريف لمجموعة من المبادئ الأساسية التي يجب أن يسير عليها المشروع ومطوريه.[34]
- ارشادات دبيان للبرمجيات الحرة تحديد تعريف «البرمجيات الحرة»، وبالتالي ما هي البرامج التي يجوز توزيعها، والمشار إليها في العقد الاجتماعي. كما اعتمدت هذه المبادئ كأساس لتعريف المصدر المفتوح. وهي رسميا جزءا من العقد الاجتماعي.[34]
- يوضح دستور دبيان الهيكل التنظيمي لإتخاذ القرار رسميًا في إطار المشروع، ويعدد صلاحيات ومسؤوليات كلا من، قائد مشروع دبيان، وأمين مشروع دبيان، ومطوري دبيان عموما.[19]

حاليا، يحتوي المشروع على أكثر من ألف مطور. كل واحد منهم له دوره في المشروع، سواء كان دوره في صيانة الحزم، وثائق البرامج، أو الحفاظ على البنية التحتية للمشروع. المشروع يحافظ على القوائم البريدية الرسمية والمؤتمرات للاتصال والتنسيق بين المطورين. بالنسبة للمشاكل المتعلقة بالحزم المفردة أو النطاقات يستخدم نظام تتبع العلل العام من قبل المطورين والمستخدمين النهائيين. وبشكل غير رسمي، تستخدم خدمة المحادثة عبر الانترنت (IRC) (بالدرجة الأولى على مجتمع التقنية الحرة والمفتوحة وشبكات فري نود) لإجراء الاتصالات بين المطورين والمستخدمين كذلك.
يمكن أن يقوم المطورين بإتخاذ قرارات ملزمة للعامة، عن طريق إصدار قرار عام أو إجراء تصويت. ويجري التصويت بالاستبعاد المتتابع باسلوب شولز أو باسلوب كوندورسيه. ويتم انتخاب قائد المشروع مرة واحدة سنويا بتصويت من المطورين، تم انتخاب ستيفانو زاشيرولي في أبريل 2010، خلفا لستيف ماكنتاير. قائد مشروع دبيان يتمتع بالعديد من السلطات الخاصة، ولكن هذا أبعد ما يكون عن السلطة المطلقة وقلما يستخدم هذه السلطات. ربما يقوم المطورين، بموجب القرار العام، بالكثير من الأمور ونذكر من بينها، إلغاء قرار لقائد المشروع أو من ينوب عنه، وتعديل الدستور وغيرها من الوثائق التأسيسية. هناك دور آخر لمدير مشروع دبيان وهو تعيين مدير الإصدار الذي يحدد أهداف الإصدار التالي، والإشراف على العمليات، وإتخاذ القرار النهائي بشأن موعد إطلاق الإصدار.

### 
|             |   |       |       |
| نسخة أولية  |   |       |       |
|             | ↓ | تحزيم | تحزيم |
| حزمة        |   |       |       |
|             | ↓ | رفع   | رفع   |
| نسخة قادمة  |   |       |       |
|             | ↓ | فحص   | فحص   |
| غير مستقرة  |   |       |       |
|             | ↓ | ترحيل | ترحيل |
| اختبار      |   |       |       |
|             | ↓ | تجميد | تجميد |
| نسخة مستقرة |   |       |       |

يستقبل مشروع دبيان طلبات لمتقدمين راغبين في أن يصبحوا مطورين في المشروع. يجب أن تخضع هذه الطلبات لعملية تدقيق لتحديد هويتهم، والدافع الذي لديهم، وفهم أهداف المشروع (المنصوص عليها في العقد الاجتماعي)، والكفاءة التقنية. مطوري دبيان انضموا إلى المشروع لعدة أسباب، ومنها:
- الرغبة في عودة مساهمتهم لمجتمع البرمجيات الحرة، (عمليا جميع المتقدمين من مستخدمي البرمجيات الحرة)
- الرغبة في رؤية بعضا من برامج معينة قد تم إنجازها (البعض يرى أن مجتمع مستخدمي دبيان باعتباره اختبار ثمين أو إرضا ثابتة لابداع إفكار أو برمجيات جديدة)
- الرغبة في المحافظة على، أو جعل البرمجيات الحرة قادرة على المنافسة مع البرمجيات الاحتكارية.
- الرغبة في العمل بشكل وثيق مع الناس الذين يتشاركون معهم في مواهبهم، مصالحهم، وأهدافهم، في داخل الجماعة.
- استمتاعهم ببساطة بالعملية المتكررة لصيانة وتطوير البرمجيات.

## إجراءات التطوير
حزم البرمجيات إما يتم تحميلها إلى الفرع غير المستقر (والذي يحمل أيضا الاسم سيد) أو إلى المستودع التجريبي. حزم البرمجيات المأخوذة من منبعها الأصلي (مطورها الأول) في العادة تكون على شكل ملفات مصدرية ومستقرة بشكل كافي ليتم تحميلها إلى الفرع غير المستقر، لكن مطوري دبيان يقومون بالتعديل على حزم البرمجيات تلك وتحزيمها، هذه الإضافات قد تكون جديدة وغير مجربة. عادة يتم وضع البرامج التي ليست جاهزة بعد - للتوزيع في الفرع غير المستقر - في المستودع التجريبي.
تبقى إصدارات حزم البرامج في الفرع غير المستقر لمدة معينة من الزمن (اعتمادا على الضرورة الملحة لتحديث البرمجيات)، ويتم ترحيل حزم البرمجيات تلك تلقائيا إلى الفرع الاختباري. ترحيل الحزم إلى الفرع التجريبي لا يتم إذا كانت هناك علل خطيرة في الحزمة أو إذا كان برنامج بحاجة لوظائف معينة ليتم لإدراجها في الفرع التجريبي. التحديثات القادمة إلى فرع دبيان المستقر لا تحمل مزايا جديدة، بل هي فقط تحديثات أمنية وأصلاح للعل والمشاكل. لذلك تجد بعضهم يستخدم الفرع التجريبي أو الفرع غير المستقر لتصله التحديثات المحملة بمزايا جديدة. لكن هذه الفروع تختبر أقل من المستقر، والفرع غير المستقر قد لا يتلقى التحديثات الأمنية في الوقت المناسب. يمكن أن تسبب عمليات الترقية للحزم غير المستقرة أن تتسبب في وقوع مشاكل في النظام. منذ 9 سبتمبر 2005،  أصبحت التحديثات الأمنية من قبل فريق الأمن متوفرة للفرع التجريبي.
عندما تصبح الحزم في المرحلة اللاختبارية ناضجة حينها يصبح الفرع الاختباري الإصدار التالي المستقرة. كان في الماضي من الصعب التنبأ بموعد أصدار دبيان الجديد، لكن مع السياسة الجديدة المتبعة بعد أصدار دبيان سكويز، أصبح من الممكن تحديد موعد صدور الإصدار الجديد.

## الإصدارات
|  |

اعتبارًا من 18 ديسمبر 2021 أحدث إصدار مستقر هو الإصدار 11.0، الاسم الرمزي (بولزآي) تم إصدار تحديثات ثانوية برقم 11.2، الإصدار المستقر السابق هو الإصدار 10.0، الاسم الرمزي (بَستِر) وعند صدور إصدار مستقر جديد يصبح اسم الإصدار السابق (إصدار مستقر قديم: oldstable).
تحصل الإصدارت المستقرة من دبيان على تحديثات بسيطة تسمى (إصدارات نقطية: point releases)، أو إصدار تصحيحي. يكون الهدف عادة لهذه التحديثات تصحيح المشاكل الأمنية الخطيرة. نظام ترقيم الإصدارات النقطية (التصحيحية) لغاية إصدار دبيان 4.0، كان بإعطائه حرف "r" بعد رقم الإصدار ومن ثم رقم الإصدار النقطي مثلا "4.0r1" حرف "r" من كلمة "release" والتي تعني إصدار، 4.0 تعني الرابع، والرقم 1 هو إشارة إلى الإصدار التصحيحي، فيصبح معنى "4.0r1" «الإصدار التصحيحي الأول لنسخة دبيان المستقرة الرابعة». (حصلت نسخة دبيان الرابعة (ايتش) على آخر إصدار تصحيحي في كانون الثاني/ديسمبر 2010 حيث أخذ الإصدار الترقيم التالي (4.0r9)) التاسع والأخير  ابتداءً من إصدار دبيان الخامس 5.0، تغير نظام ترقيم الإصدارات التصحيحية ليتوافق مع ترقيم إصدارات جنو القياسية. على سبيل المثال أخذ الإصدار التصحيحي الأول لنسخة دبيان الخامسة الترقيم التالي "5.0.1" بدلا من "5.0r1". في 29 آذار/مارس 2011، تم سحب الإصدار التصحيحي 6.0.1. وإطلاقه فيما بعد باسم 6.0.1a بعد تصحيح مشاكل في بناء أقراص الأيزو واختفاء بعض الحزم منه.
يطلق فريق دبيان الأمني تحديثات أمنية لأحدث إصدار رئيسي مستقر، وكذلك للإصدار المستقر السابق لمدة سنة من تاريخ إطلاق النسخة المستقرة الأحدث. تم إصدار الإصدار الرابع ايتش في 8 أبريل 2007، وبقي فريق الأمن يصدر التحديثات الأمنية للإصدار السابق 3.1 سارج حتى 31 مارس 2008. من دبيان 6.0 (سكويز) هناك سياسية جديدة للتطوير تعتمد على الوقت، والإعلان عن دورة تستمر لمدة سنتين لتصل الإصدارة لمرحلة التجميد استعدادا لإطلاقها. وسياسة جديدة لتجميد تهدف لإعطاء مستخدمي توزيعة دبيان فرصة التنبئ بموعد إطلاق الإصدار، والسماح لمطوري دبيان بالتخطيط للقيام بتطويرات أفضل على المدى الطويل. وتقليل الفترة بين موعد تجميد الإصدارة وإطلاقها. الأسماء الرمزية لإصدارات دبيان هي من أسماء شخصيات من فيلم حكاية لعبة 2.

### تاريخ الإصدارات
هناك 12 إصداراً مستقراً رئيسياً من دبيان 
| الإصدار  | الاسم الرمزي                              | تاريخ الإصدار     | المعماريات  | عدد الحزم   | عدد الحزم   | نواة لينكس                     | نهاية الدعم       | نهاية الدعم    | المراجع                                   |
| الإصدار  | الاسم الرمزي                              | تاريخ الإصدار     | المعماريات  | ثنائية      | مصدرية      | نواة لينكس                     | التحديثات الأمنية | دعم طويل الأمد | المراجع                                   |
| -------- | ----------------------------------------- | ----------------- | ----------- | ----------- | ----------- | ------------------------------ | ----------------- | -------------- | ----------------------------------------- |
| 0.90     | قالب:Version: Version parameter not found | أغسطس-ديسمبر 1993 | 1           | —           | —           | —                              | —                 | لا يوجد        | [ 51 ]                                    |
| 0.91     | قالب:Version: Version parameter not found | يناير 1994        | 1           | —           | —           | 0.99.14w                       | —                 | لا يوجد        | [ 51 ]                                    |
| 0.93R5   | قالب:Version: Version parameter not found | مارس 1995         | 1           | —           | —           | —                              | —                 | لا يوجد        | [ 51 ]                                    |
| 0.93R6   | قالب:Version: Version parameter not found | نوفمبر 1995       | 1           | 256         | —           | 1.2.13                         | —                 | لا يوجد        | [ 51 ] [ 52 ]                             |
| 1.0      | قالب:Version: Version parameter not found | لم يتم إطلاقه     | 1           | —           | —           | —                              | —                 | لا يوجد        | [ 51 ] [ 53 ]                             |
| 1.1      | باز                                       | 17 يونيو 1996     | 1           | 474         | —           | 2.0                            | —                 | لا يوجد        | [ 51 ] [ 54 ]                             |
| 1.2      | ريكس                                      | 12 ديسمبر 1996    | 1           | 848         | —           | 2.0.27                         | —                 | لا يوجد        | [ 51 ] [ 55 ]                             |
| 1.3      | بو                                        | 5 يونيو 1997      | 1           | 974         | —           | 2.0.33                         | —                 | لا يوجد        | [ 51 ] [ 56 ]                             |
| 2.0      | هام                                       | 24 يوليو 1998     | 2           | ≈1,500      | —           | 2.0.34                         | —                 | لا يوجد        | [ 51 ] [ 57 ]                             |
| 2.1      | سلينك                                     | 9 مارس 1999       | 4           | ≈2,250      | —           | 2.0.34, 2.0.35, 2.0.36, 2.0.38 | 30 أكتوبر 2000    | لا يوجد        | [ 51 ] [ 58 ] [ 59 ]                      |
| 2.2      | بوتيتو                                    | 14-15 أغسطس 2000  | 6           | ≈3,900      | ≈2,600      | 2.0.38, 2.2.19                 | 30 يونيو 2003     | لا يوجد        | [ 51 ] [ 60 ] [ 61 ]                      |
| 3.0      | وودي                                      | 19 يوليو 2002     | 11          | ≈8,500      | —           | 2.2.20, 2.4.18                 | 30 يونيو 2006     | لا يوجد        | [ 51 ] [ 62 ] [ 63 ] [ 64 ]               |
| 3.1      | سارج                                      | 6 يونيو 2005      | 11          | ≈15,400     | —           | 2.4.27, 2.6.8                  | 31 مارس 2008      | لا يوجد        | [ 51 ] [ 65 ] [ 66 ]                      |
| 4.0      | إيتش                                      | 8 أبريل 2007      | 11          | ≈18,000     | —           | 2.6.18                         | 15 فبراير 2010    | لا يوجد        | [ 51 ] [ 67 ] [ 68 ]                      |
| 5.0      | ليني                                      | 14 فبراير 2009    | 12          | ≈23,000     | ≈12,000     | 2.6.26                         | 6 فبراير 2012     | لا يوجد        | [ 51 ] [ 68 ] [ 69 ]                      |
| 6.0      | سكويز                                     | 6 فبراير 2011     | 11          | ≈29,000     | ≈15,000     | 2.6.32                         | 19 يوليو 2014     | 29 فبراير 2016 | [ 51 ] [ 70 ] [ 70 ] [ 71 ] [ 72 ]        |
| 7        | وييزي                                     | 4 مايو 2013       | 13          | ≈36,000     | ≈17,500     | 3.2                            | 4 June 2016       | 31 مايو 2018   | [ 51 ] [ 70 ] [ 73 ] [ 74 ] [ 75 ] [ 76 ] |
| 8        | جيسي                                      | 25-26 أبريل 2015  | 10          | ≈43,000     | ≈20,000     | 3.16                           | 17 يونيو 2018     | 30 يونيو 2020  | [ 51 ] [ 70 ] [ 73 ] [ 77 ] [ 78 ] [ 79 ] |
| 9        | ستريتش                                    | 17 يونيو 2017     | 10          | ≈51,000     | ≈25,000     | 4.9                            | 18 يوليو 2020     | 30 يونيو 2022  | [ 51 ] [ 70 ] [ 73 ] [ 80 ] [ 81 ] [ 82 ] |
| 10       | بَستِر                                      | 6 يوليو 2019      | 10          | ≈59,000     | ≈29,000     | 4.19                           | 10 سبتمبر 2022    | 30 يونيو 2024  | [ 70 ] [ 83 ]                             |
| 11       | بولزآي                                    | 14 أغسطس 2021     | 9           | 59,551      | 31,387      | 5.10                           | يوليو 2024        | يونيو 2026     | [ 84 ] [ 85 ] [ 86 ] [ 87 ] [ 88 ]        |
| 12       | بوك وورم                                  | 10 يونيو 2023     | 9           | 64,419      | 34,780      | 6.1                            | يونيو 2026        | يونيو 2028     | [ 89 ] [ 90 ] [ 91 ] [ 92 ] [ 93 ]        |
| 13       | تريكسي                                    | سيُعلن لاحقاً       | سيُعلن لاحقاً | سيُعلن لاحقاً | سيُعلن لاحقاً | سيُعلن لاحقاً                    | سيُعلن لاحقاً       | سيُعلن لاحقاً    | [ 94 ]                                    |
| 14       | فوركي                                     | سيُعلن لاحقاً       | سيُعلن لاحقاً | سيُعلن لاحقاً | سيُعلن لاحقاً | سيُعلن لاحقاً                    | سيُعلن لاحقاً       | سيُعلن لاحقاً    | [ 95 ]                                    |
| غير ثابت | سِد                                        | ترقية مستمرة      | 22          | >67,000     | >32,000     | مستمرة الترقية                 | —                 | —              |                                           |

ملاحظة: جميع المعلومات عن الإصدارات في الجدول أعلاه أخذت من المصدر التالي: باستثناء كل من الإصداريين سكويز، ووييزي، الذين لم يكونا موجودين في المصدر المذكور وقت أخذ المعلومة منه.

## الفروع
يتفرع مشروع دبيان إلى ثلاثة فروع، كل فرع له خصائصه المختلفة. الفروع تشمل الحزم التي تتوافق مع إرشادات دبيان للبرمجيات الحرة والموجودة داخل المستودعات الرئيسية.
- الفرع المستقر، (stable) يضم البرمجيات المستقرة والتي أخذت حظها الكافي من الاختبارات والفحص. تُجمَّد التوزيعة لعدة شهور تُصلَح فيها العلل والمشاكل ثم يُحرَّر النظام ويُنقَل من التجميد إلى الاعتماد ويمكن أن نقول بأنها أصبحت مستقرة. تكون التحديثات فقط للعلل الأمنية الكبرى والمشاكل. بعد النسخة السادسة 6.0 من دبيان التي تحمل الاسم الكودي سكوييز ستُطلَق الإصدارات الجديدة كل سنتين.[48] ومن الجدير بالذكر أنه يتوفر على اقراص سي دي، وديفيدي للتحميل. من موقع دبيان [96] يتضمّن الفرع المستقر خدمات اختيارية للحمل العكسيّ توفّر إصدارات أحدث من بعض البرامج.[97]
- الفرع التجريبي، (testing) هو الفرع الذي يتم اختباره حاليا والذي سيصبح بعد ذلك مستقراً. يتضمن هذا الفرع بعض الحزم التي كانت تحت التجارب في الفرع غير المستقر، لكنها قد لا تكون مناسبة للإطلاق بوضعها في الفرع المستقر مباشرة، لذلك تُجرَّب وتُختَبر حتى يتبين أنها أصبحت كذلك. يحتوي هذا الفرع على حزم أكثر حداثة من تلك الموجودة في الفرع المستقر لكنه بالتأكيد أقدم من الفرع غير المستقر. يُحدَّث هذا الفرع باستمرار حتى يدخل مرحلة التجميد. تُوفَّر التحديثات الأمنية للفرع غير المستقر المقدم من فريق اختبار الأمن في دبيان. والجدير بالذكر أنه يتوفر على أقراص للتحميل.[96]
- الفرع غير المستقر، (unstable) إنه يحدث بشكل دائم ومستمر، لا يتوفر على أقراص للتحميل، لتطوره وتحديثه المستمر لكن يمكنك أن تقوم بترقية الفرع التجريبي إليه عن طريق إضافة المستودعات الخاصة به. مستودعاته تحتوي حاليا على الحزم التي تحت التطوير، أنه مناسب وتم تصميمه لمطوري دبيان الذين يشاركون في المشروع، أو الذين يحبون العيش على الحافة ومحبي التجريب واللعب، تحت أحدث المكتبات المتاحة. لن يكون مستقرا مثل الفروع الأخرى، وغير مناسب للاستخدام العادي.[96] إذا أردت تحميل هذا الفرع، يمكنك استخدام توزيعة ابتوسيد فهي ليست توزيعة متفرعة من دبيان بل هي الفرع غير المستقر مع مستودع إضافي يضم أدوات تساعد في إعداد النظام ونواة مخصصة ومعدلة لتلائم الحواسب المكتبية وتقدم أحسن أداء عليها.[98]
  - يشتكي البعض أحيانا أن حزم دبيان الفرع المستقر تعتبر قديمة أو إنها ليست أحدث إصدار أطلقته المنابع، لذلك يمكنك استخدام الفرع التجريبي للحصول على نظام حديث، ودائم التحديث أيضاً، أو يمكن استخدام مستودع (بالإنجليزية: Backports)‏ الذي يقوم بإعادة بناء حزم معينة من الفرع الاختباري لتعمل على الفرع المستقر.

## المستودعات
يوجد عدة أقسام لمستودعات دبيان حسب احترامها لارشادات دبيان للبرمجيات الحرة.
- رئيسي (main): هو القسم الرئيسي لحزم دبيان والتي تحترم معايير دبيان للبرمجيات الحرة ويضم أغلب حزم التوزيعة.
- غير حر (non-free): هو القسم الذي يجمع الحزم غير الحرة والتي لا تحترم معايير دبيان للبرمجيات الحرة، لذلك لا تكون مدمجة بالتوزيعة ولا تحظى بدعم رسمي من المطورين.
- مساهمة contrib: هذا القسم يخص الحزم التي تحترم معايير دبيان للبرمجيات الحرة لكنها تعتمد على حزم غير حرة.

### مستودعات إضافية
- متقلب (volatile): بعض البرامج مثل مكافحات الفيروسات والسخام تحتاج إلى تطوير مستمر مبدئيا ذلك مستحيل نظرا لفترة عيش الإصدارة المستقرة، الحل هو مستودعات volatile لتحديث هذه البرامج دون الثأثير على استقرار التوزيعة.[99]
- backports: هي خدمة تعيد بناء مجموعة من الحزم الخاصة بالإصدارة الاختبارية لتعمل على الإصدارة المستقرة.[100]
- debports: جهاز أو حاسوب للبناء التلقائي (auto-builder) الهدف منه هو توفير بنية للمعماريات غير الرسمية في انتظار دمجها في أرشيف دبيان الرئيسي.[101]
- تجريبي (experimental): هو مكان مؤقت، للبرمجيات التي تحت التجريب والاختبار. هذه الحزم متقلبة وغير مستقرة للغاية، وعلى الأرجح ستجد تبعيات مفقودة. مثل هذا المستودع يمكن أن يسبب مشاكل لنظام.[96]
- مستقر قديم (oldstable): هذا المستودع للإصدارة المستقرة التي أصبحت قديمة بمجرد صدور إصدار مستقر جديد، تبقى هذه الإصدارة مدعومة حتى سنة واحدة من صدور إصدار مستقر جديد. دبيان يوصي بالترقية للإصدار المستقر الجديد بمجرد صدوره.[102]
- لقطة (snapshot) هذه المستودعات تقدم مستودعات أخرى للإصدارات القديمة. ويمكن استخدامها لتثبيت إصدار أقدم من بعض البرامج.[103]

### مستودعات الطرف الثالث
هذه المستودعات ليست جزءا من مشروع دبيان، تحتفظ بها منظمات كطرف ثالث. هذه المستودعات تحتوي على الحزم التي إما أن تكون أكثر حداثة من تلك الموجودة في الفرع المستقر، أو حزم لم يتم تضمينها في مشروع دبيان لأسباب متنوعة. مثل هذه التي تنتهك براءات الاختراع المزعومة، أو تلك التي توفر برمجيات جاهزة ولاتوفر مصادرها. لايحبذ استخدام مثل هذه المستودعات لأنها من الممكن أن تسبب مشاكل، أو تكون هذه المستودعات غير موثوقة فتلحق الإذى بالنظام. وقد تتسبب أيضا بمشاكل بعملية الترقية، أو تضارب بين المستودعات.

### الحصول على المستودعات
يوفر دبيان عدد كبير من البرمجيات الجاهزة لتثبيت، ويمكن حذف أو إضافة مستودعات عن طريق تحرير الملف /etc/apt/sources.list/ عن طريق محرر نصوص، أو من أحد واجهات أبت الرسومية. وهذا مثال على أحد محتويات هذا الملف:
```
deb http://ftp.debian.org/debian/ wheezy main non-free contrib
deb-src http://ftp.debian.org/debian/ wheezy main non-free contrib

```

في المثال السابق من اليسار لليميين deb تعني مستودع برمجيات جاهزة، اما deb-src في المستودع الثاني تعني مستودع يحتوي على ملفات مصدرية. ومن ثم جاء الاسم الرمزي للنسخة الذي يحدد المرحلة التي تمر بها التوزيعة الآن، في المثال السابق كتبت كلمة wheezy التي هي الآن في مرحلة الاستقرار، ولذلك تستطيع تبديلها بكلمة stable فكلاهما سواء. وبعدها يأتي رابط المستودع، ثم أقسام المستودعات كما ذكر سابقا في المستودعات.
تستطيع الترقية من إصدار دبيان لإصدار آخر باختيار المرحلة التي تريد الانتقال إليها بالتعديل على ملف /etc/apt/sources.list، في المثال السابق توزيعتك الآن في المرحلة المستقرة، لكن إذا ما أردت أن تنقل توزيعتك لمرحلة الاختبار عدل على الملف المذكور سابقا بتبديل squeeze/stable بالكلمة testing أو بالاسم الرمزي للنسخة الاختبارية، ومن ثم حدث المستودعات وقم بالترقية من مدير الحزم.

## أدوات إدارة الحزم

### دبكج، تنصيب حزمة محلية.ديب
أداة ديبكج تعمل كمدير حزم متوسط المستوى لدبيان، تسمح هذه الأداة بتثبيت الحزم، تحديثها، إزالتها. وتقديم معلومات عنها. متوسط المستوى تعني أن الأداة تقوم بإجراءات منخفضة المستوى على الحزم الثنائية (ديب)، مثل قراءة معلومات التحكم واستخراج محتوى الملفات مباشرة. ويقوم بالتحقق من التبعيات وإذا ما وجد تبعيات ناقصة سيرفض تثبيت البرنامج، لكنه لن يساعد في إيجاد هذه التبعيات وتثبيتها. لذلك ظهرت الحاجة إلى أدوات ذات مستوى أعلى (على سبيل المثال دي سيلكت أو أبت-جت).

### اداة الحزم المتقدمة (ابت)، تنزيل الحزم من المستودعات مباشرة
أداة أبت هي مجموعة من الأدوات الأساسية داخل دبيان. تقوم بتوسيع وظائف ديبكج الذي كان يرفض استكمال تثبيت البرنامج لوجود تبعيات ناقصة من خلال البحث عن الحزم وتركيبها من المستودعات هي وتبعياتها سواء كانت حزم ثنائية أو عن طريق تجميع الشيفرة المصدرية. تستطيع الأداة ترقية وتحديث الحزم أو حتى ترقية التوزيعة بالكامل إلى إصدار أحدث. ومن الأمور التي يستطيع أبت فعلها هي:
- تثبيت التطبيقات وحزم البرامج.
- حذف التطبيقات...
- المحافظة على حداثة التطبيقات والبرامج إلى أحدث نسخة متوفرة.
- تستطيع تحديد تبعيات البرامج أثناء عملية التثبيت وجلبها، بدون أدنى تدخل من المستخدم.
- كما له وظائف عديدة أخرى (مثل عرض معلومات عن الحزمة، بناء البرامج من المصدر، وغيرها...)

#### واجهات المستخدم الرسومية
- برنامج Add/Remove  لبيئة جنوم وييستخدم لتثبيت البرامج.
- سينابتك - واجهة مستخدم رسومية باستخدام جتك+. تعتمد على الأداة أبت.[104]
- كيه باكج - كيدي، واجهة مستخدم رسومية تعتمد على الأداة ابت.
- اديبت، هو واجهة رسومية للتعامل مع الحزم خاصة بواجهة كيدي.
- جي ديبي - هي أداة تتيح تثبيت حزم محلية ذات اللاحقة.ديب. بالإضافة إلى تحميل وتركيب التبعيات من المستودعات عبر الإنترنت، وتستخدم من خلال واجهة رسومية أو من سطر الأوامر.
- مركز برمجيات اوبنتو.

### أدوات للمستخدم النهائي تعمل من سطر الأوامر

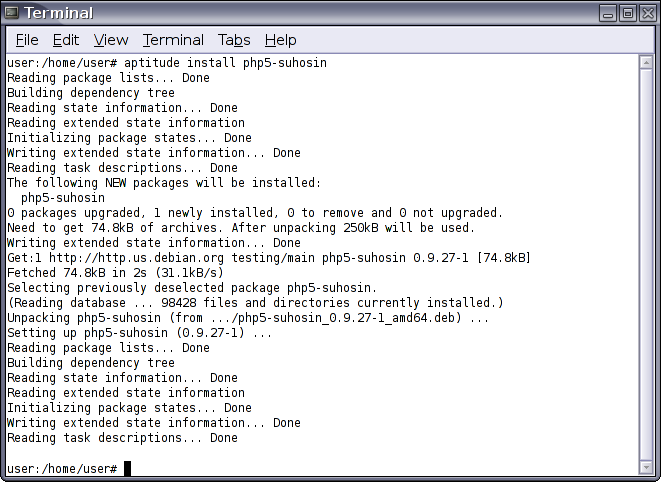
لقطة من ابتتيوود بعد تثبيته حزمه

- ابت-جت (apt-get) - هي أداة إدارة حزم بسيطة. تقوم بتوفير واجهة سطر أوامر للمستخدم، وتعتبر الطريقة الأفضل للترقية بين الإصدارات الرئيسية.[105][106]
- dselect - هو واجهة قديمة تعمل من سطر الأوامر لأبت، حلت محلها أدوات أفضل وأكثر تطورا (مثل أبت-جت).[107]
- wajig - هي وأجهة مبسطة، توفر وظائف لكلا من الأدوات التالية (أبت-جت، ديبكج، dpkg-deb، apt-cache، وأدوات أخرى.)
- ابتتيوود (aptitude) - واجهة لـ أبت تعمل من على سطر الأوامر وتتكفل بكل شيء يتعلق بالحزم.[105][106]
- tasksel - يوفر حزم عبر واجهة بسيطة للمستخدمين الذين يرغبون في إعداد وتجهيز نظامهم لإجراء مهمة محددة (مثلا أحدهم يريد نظامه ليعمل كخادم ملفات، وأخر كسطح مكتب... فبهذا يستطيع كل مسخدم تحديد متطلباته وأعداد نظامه لتلبيتها.). يستخدم هذا البرنامج عادة أثناء تثبيت دبيان، لكن يمكنك أيضا استخدامه في أي وقت شئت.

## المعماريات
دبيان يعمل على الحواسيب التي تتراوح من المحمولة إلى الحواسيب الخارقة، وتقريبا على كل شيء بينهما. دبيان جنو/لينوكس يدعم ما مجموعه تسعة معماريات (هذا ما يدعمه الإصدار السادس المسمى «سكويز» أما «ليني» يدعم ما مجموعه 11 معالج)

### المنصات المستقرة
منصات مستقرة في الفرع المستقر 
| معماريات           | |
| i386 – X86         | معمارية مصممة لأجهزة الحاسوب إيه أم دي/انتل 32بت. ومتوافقة أيضا مع إيه أم دي/انتل 64بت single/multi core. |
| amd64 – x86-64     | إيه إم دي 64 مصممة لمعماريات انتل/ايه ام دي، 64بت single/multi core                                       |
| armel              | لمعالجات إيه.آر.إم                                                                                        |
| Sun SPARC          | لمعمارية سبارك.                                                                                           |
| powerpc            | لمعمارية باور بي سي                                                                                       |
| IA-64              | لمعالجاتإيتانيوم                                                                                          |
| mips, mipsel       | لمعمارية ميبيس.                                                                                           |
| s390 – IBM ESA/390 | لمعمارية IBM ESA/390 و z/Architecture                                                                     |
| ------------------ | --- |

### بهدف عرض التكنولوجيا
| المنصات        |                              |                                  |
| kfreebsd-i386  | كيه فري بي اس دي-اي386       | نواة فري بي اس دي لمعالجات 32 بت |
| kfreebsd-amd64 | كيه فري بي اس دي-ايه ام دي64 | نواة فري بي اس دي لمعالجات 64 بت |
| -------------- | ---------------------------- | -------------------------------- |

### منصات غير مستقرة
بالإضافة إلى منصات مستقرة، في الفرع غير المستقر الرسمي
| المنصات   |           |                              |
| alpha     | الفا      | لمعمارية DEC Alpha           |
| hppa      |           | لمعمارية بيه-ريسك            |
| hurd-i386 | هيرد-i386 | نواة جنو هيرد لمعالجات 32بت. |
| --------- | --------- | ---------------------------- |

منصات غير رسمية وتتوفر أيضا كجزء من الفرع غير مستقر
| المنصات    |                         |  |
| armhf      | لمعمارية ARM hard-float |  |
| avr32      | لمعمارية Atmel AVR32    |  |
| m68k       | لمعمارية Motorola 68k،  |  |
| powerpcspe | لمعمارية PowerPC e500   |  |
| sh4        | لمعمارية SuperH         |  |
| sparc64    | باور بي سي              |  |
| ---------- | ----------------------- |  |

## تاريخ

### 1999–1998
أعلن عن دبيان لأول مرة في 16 أغسطس 1993 من قبل إيان موردوك. موردوك سمى النظام مبدئيا «نسخة لينكس دبيان». قبل إصدار دبيان، كان نظام سوفت لاندنج لينكس (تختصر إلى SLS) هي أول توزيعة جنو/لينكس تم تجميعها من حزم البرمجيات المختلفة، وكانت أساسا شعبيا لتوزيعات لينكس الأخرى ما بين عامي 1993-1994. تفشي العلل وسوء صيانة نظام سوفت لاندنج لينكس  كان دافع لموردوك للبدء بتوزيعة جديدة.
أصدر موردوك في عام 1993 بيان دبيان. يبين فيه وجهة نظره في إنشاء نظام تشغيل جديد. ودعا إلى إنشاء توزيعة تحافظ على روح لينكس وجنو، فألف اسم «دبيان» الذي هو مزيج من أول ثلاثة حروف من الاسم الأول لصديقته ديبرا لين واسمه شخصيا.
نما مشروع دبيان ببطء في البداية، وأصدر الإصدار الأول الذي أطلق عليه اسم 0.9x ما بين عامي 1994 و 1995. وخلال هذه الفترة تم تمويله من قبل مشروع جنو ومؤسسة البرمجيات الحرة. بدأت عملية دعم معماريات جديدة غير معالجات i386 في عام 1995، وكانت النسخة التي تحمل الاسم 1.x، والتي صدرت في عام 1996، هو الإصدار الأول التي يدعم معماريات جديدة.
في عام 1996، حل بروس بيرنس مكان إيان موردوك كقائد لمشروع دبيان. واقترح ايين سوشلر في مناقشة مع أعضاء المشروع أنه ينبغي على دبيان أن تنشئ عقدا اجتماعيا مع مستخدميها. كانت هذه المناقشة التي أسفرت عن إنشاء قوائم دبيان البريدية التي وضعت في عقد دبيان الاجتماعي، وإرشادات دبيان للبرمجيات الحرة، التي تحدد الالتزامات الأساسية والخطوط العريضة لتطوير التوزيعة. كما كان له الفضل في إنشاء منظمة أمبريلا القانونية، ومنظمة البرمجيات في المصلحة العامة.

### 1999–2004
انتخاب قادة جدد للمشروع، وتقديم إصدارين من أكثر إصدارات أكس اثنان (2.x) التي تحتوي على منصات وحزم متزايدة العدد، كما دعمت ولأول مرة أنوية جديدة غير نواة لينكس، حيث كانت نواة هيرد هي النواة الأولى غير لينكس التي تم دعمها عبر دبيان/جنو هيرد. وفي هذا الوقت طورت أداة الحزم المتقدمة، وظهرت أول توزيعات لينكس التي بنت نفسها على دبيان وكانت هذه التوزيعات هي ليبرانت، كوريل لينكس، وستورميكس الاسم الذي يعني لينكس العاصفة، والتي بدأت في عام 1999. أهدي الإصدار 2,2 الذي أطلق في عام 2000، إلى كلاكر جويل المطور الذي توفي بسبب مرض الحثل العضلي الدوشيني.
في أواخر عام 2000، حدث في المشروع تغيرات رئيسية في إدارة وأرشفة الإصدارات، إعادة تنظيم عمليات ارشفة البرامج، وإنشاء فرع دبيان الاختباري لإجراء الاختبارات المستمرة، الذي يستمر بالاستقرار تدريجيا حتى يصل لأن يكون الإصدار المستقر المقبل. في نفس العام، بدأ المطورين عقد مؤتمر سنوي يدعى «ديبكونف» يجري فيه محادثات وورش عمل للمطورين والمستخدمين التقنيين.
في يوليو 2002، أطلق المشروع الإصدار الثالث 3.0، الذي يحمل الاسم الرمزي وودي، (كل إصدار من دبيان يسمى على اسم شخصية في فيلم «حكاية لعبة: Toy Story») الإصدارت المستقرة يصلها عدد قليل نسبيا من التحديثات لحين صدور الإصدار المقبل. دورة العمل الطويلة لإطلاق إصدارات دبيان الموجهة للمستخدم في ذلك الوقت وجه لها انتقادات كثيرة من مجتمع البرمجيات الحرة، وتسبب هذا في إنشاء أوبنتو في عام 2004، التي تعد الآن واحدة من أكثر التوزيعات المتفرعة من دبيان نفوذًا، وشهرة.

### 2005–حتى الآن
صدر الإصدار 3.1 الذي يحمل الاسم سارج في يونيو 2005. كانت هناك تغيرات رئيسية عديدة في سارج، بسبب الفترة الكبيرة الذي استغرقه الإصدار لتجميده وإصداره. لم يقتصر هذا الإصدار فقط على تحديث عن ما يزيد عن 73% من البرامج الموجودة في الإصدار السابق، بل شمل أيضا برامج أكثر بكثير من الإصدارات السابقة، وتضاعف عدد الحزم ليصل إلى أكثر من 9,000 حزمة جديدة. استبدال المثبت العجوز "boot-floppies" بمثبت جديد بنهج تصميم الوحدات. هذا يسمح بطرق تثبيت متقدمة (مع دعم كلا من ريد، XFS و LVM) بما في ذلك الكشف عن الأجهزة، مما يجعل عملية التثبيت أسهل للمستخدمين المبتدئين، بالإضافة لتباهي بدعم كامل لتدويل، كما ترجم المثبت إلى ما يقارب من أربعين لغة.

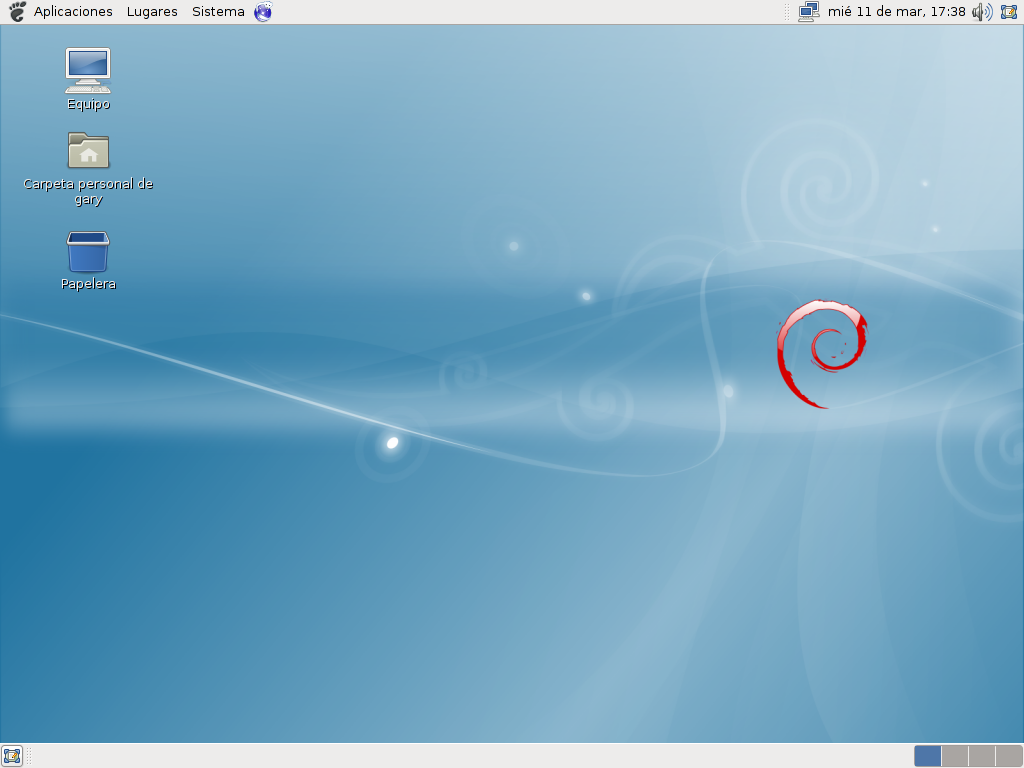
سطح مكتب دبيان/جنو لينكس 5.0 'ليني' مع بيئة جنوم

في عام 2006، كنتيجة للنزاع الحاصل مع موزيلا بسبب علامتها التجارية، تم إزالة علامتها التجارية وإعادة تسمية برمجيات موزيلا الموجودة في دبيان، وكانت هذه البرامج هي التالية اسمائها: فايرفوكس أصبح آيس ويزل، ثندربيرد أصبح آيس دوف بالإضافة لبرامج موزيلا الأخرى. حيث حدثت المشكلة عندما قامت دبيان بإجراء تعديلات وإزالة بعض الأشياء التي قالت دبيان إنها تخالف إرشادات دبيان للبرمجيات الحرة من نسخة الفايرفوكس التي وضعتها في توزيعها، لكن موزيلا رفضت هذه التعديلات بحجة الحفاظ على علامتها التجارية، فاضطرت إلى تغيير أسماء برامج موزيلا التي قامت بتعديلها وإضافتها لدبيان.
أصدر دبيان 4.0 (ايتش) في 8 أبريل 2007، لنفس العدد من المعماريات المدعوم في سارج. وتضمنت المعماريات معمارية جديدة هي (AMD64) لكن تراجع الدعم لمعمارية (m68k). ومع ذلك كانت معمارية m68k لا تزال متوفرة في الإصدار غير المستقر. هناك 18,200 حزمة ثنائية جهزت على يد أكثر من 1,030 مطور دبياني. أطلق الإصدار دبيان 5.0 (ليني) في 14 فبراير 2009 بعد 22 شهرا من التطوير. ويحتوي الإصدار على أكثر من 25,000 حزمة، وتم إضافة دعم لمنصة مارفيل، أوريون وأجهزة النتبوك مثل حواسيب آسوس ايي. وأهدي الإصدار إلى المطور والعضو النشط في المجتمع ثيمو سيفر الذي توفي في حادث سيارة في 26 ديسمبر 2008.
يوم 5 سبتمبر 2010، حصلت دبيان رسميًا على خدمة (backports) والتي توفر أحدث الإصدارات من بعض البرامج للنسخة المستقرة.
تم إصدار دبيان 6.0 (سكوييز) في 6 فبراير 2011 بعد 24 شهرًا من التطوير. لأول مرة، قدم دبيان جنو/kFreeBSD مع هذا الإصدار كاستعراض للتكنولوجيا.
تم إصدار النسخة النهائية -في 5 مايو 2013- من دبيان 7 أو ما يشار إليه باسم ويزي، وتتوفر على تطبيقات مثيره بالاهتمام وعلى سبيل المثال نجد أن هناك دعم لتثبيت تطبيقات متعددة المنصة، وأدوات مثل أوبن ستاك لنشر السحابات الخاصة، تحسين المثبت ومجموعة كاملة من الترميزات ومشغلات الوسائط المتعددة. دعم multiarch الذي أضيف في هذه النسخة يسمح للمستخدمين بتثبيت تطبيقات متعددة المنصات في نفس النظام. بتزامن تحسين تثبيت دبيان فتم أيضا تسهيله فمن الآن وصاعدا يمكن تثبيته عبر الصوت وهذا يخص الأشخاص ذوي الاحتياجات الخاصة ومنهم المكفوفين الذين لا يستعملون جهاز بريل، وهذا بفضل تضافر جهود عدد كبير من المترجمين نظام التثبيت حتى أصبح بمجموع 73 لغة عالمية وأكثر من 36.000 حزمة جاهزة لتركيب والاستخدام.

## دبيان لايف
نظام دبيان لايف هي نسخة من دبيان تقلع بها بشكل مباشر عن طريق الوسائط القابلة للإزالة (سي دي، ديفيدي، يو أس بي). أو عبر الشبكة من دن الحاجة إلى تثبيتها على قرص صلب. هذا يسمح للمستخدم بتجربة دبيان قبل تنصيبه، وبعدة واجهات عديدة: جنوم، كيدي، اكسفس، وواجهة إل إكس دي إي. وهناك أيضا صور حية من نسخ دبيان معدة مسبقا لأعمال عدة مثل استخدامه كقرص إنقاذ، ويدعم عدة معماريات.

## بيئات سطح المكتب
ياتي دبيان بواجهة جنوم التي هي الواجهة الرسمية المعتمدة، لكن يوفر المشروع عدة واجهات أخرى. تمكنك من اختيار بيئة سطح المكتب التي تفضل، والانتقال بين بيئات سطح مكتب عدة.

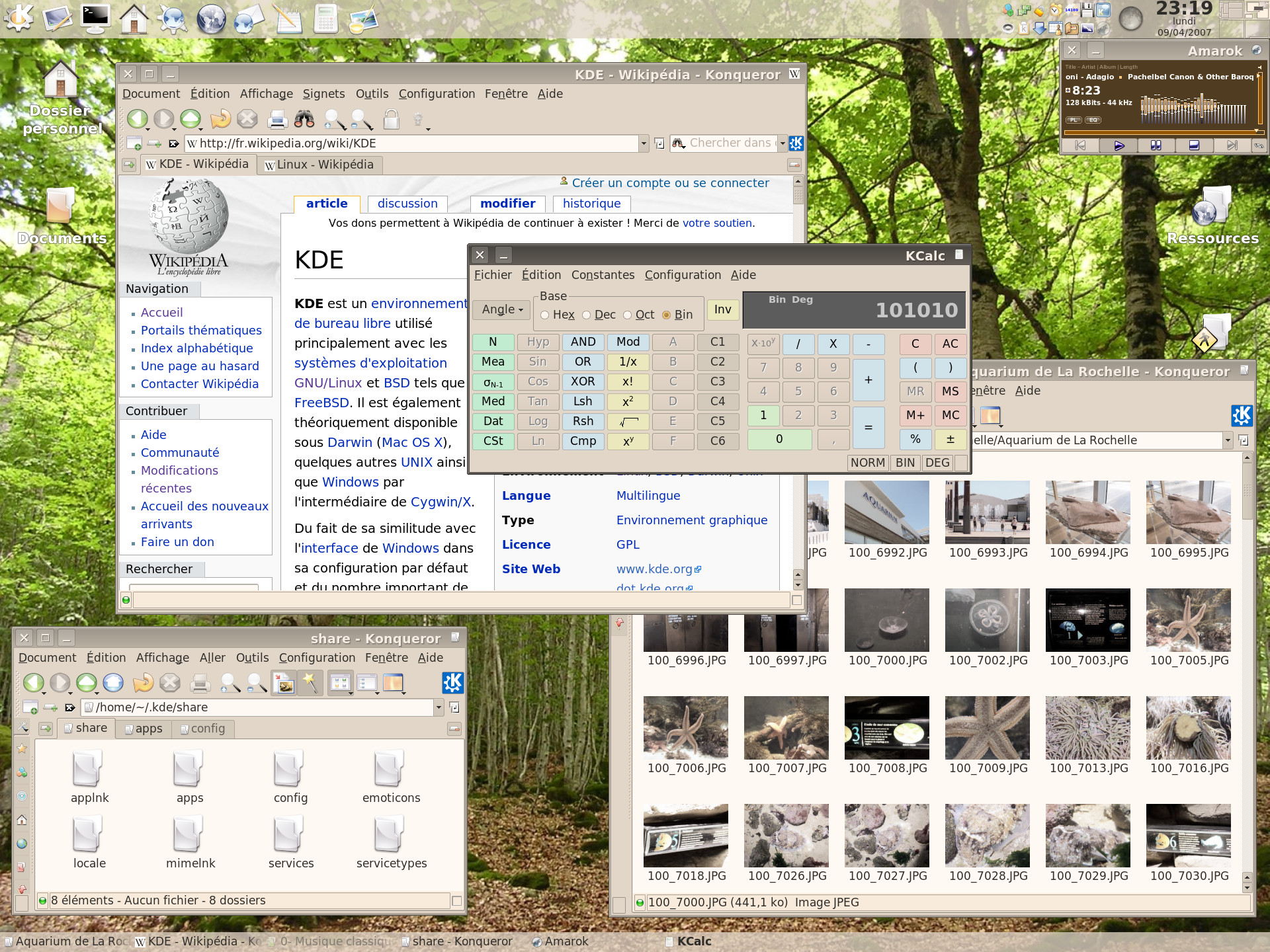
دبيان على واجهة كيدي 3.5.5 محورة.

ويوفر المشروع أيضا مدراء نوافذ عدة.
- الواجهات المتوفرة مثل:
- (جنوم: GNOME) الواجهة الافتراضية.
- (كدي: KDE)
- (اكسفس: Xfce)
- (إل إكس دي إي: LXDE)
- (إنليتمنت: Enlightenment)
- مدراء النوافذ المتوفرين مثل:
- أوبن بوكس (OpenBox)
- فلكس بوكس (Fluxbox)
- ايس دبليو ام (IceWM)
- جنو ستب (GNUstep)
- ويندوز ميكر (Window Maker)
- أووسم (awesome)

## متطلبات التشغيل
دبيان لا يحتاج لمتطلبات كثيرة أو أجهزة حديثة، يستطيع العمل على أجهزة عادية لابعد حد. كل ما يحتاجه دبيان متطلبات عادية لتشغيل نواة لينكس ومجموعة من أدوات جنو مثل (gcc، أدوات جنو الأساسية، bash، الخ)، لذلك يمكن لدبيان أن يعمل على أي معمارية وأي جهاز. ليس من الصعب على دبيان أن يدعم العديد من المعالجات أو «حوسبة متعددة ومتماثلة». وهذا لا يمنعه أيضا من دعم أنظمة المعالجة المنفردة (single-processor systems).
متطلبات النظام الموصى بها تختلف باختلاف مستوى التثبيت، وكلما زادت المكونات المثبتة زادت متطلبات النظام:- 
| نوع التنصيب       | الحد الأدنى من الرام | مستحسن       | مساحة فارغة من القرص الصلب |
| ----------------- | -------------------- | ------------ | -------------------------- |
| بدون واجهة رسومية | 64 ميجابايت          | 256 ميجابايت | 1 جيجابايت                 |
| مع واجهة رسومية   | 64 ميجابايت          | 512 ميجابايت | 5 جيجابايت                 |

معالج 1 غيغاهيرتز هو الحد الأدنى الموصى به لأنظمة سطح المكتب. الحد الأدنى الذي يطلبه دبيان من مواصفات الذاكرة هي أقل بكثير من الجدول السابق، بالاعتماد على معمارية الجهاز، فانه من الممكن تثبيت دبيان مع أقل من 20 ميغابايت لمعمارية s390. أو 48 ميغابايت لمعالجات i386 و AMD64.. والأمر نفسه ينطبق على المساحة التي يحتاجها دبيان من القرص الصلب، فكلما زادت عدد الحزم المنصبة فإنها تحتاج لمساحة قرص أكبر.
من الممكن تشغيل واجهة رسومية على أجهزة منخفضة الموارد، بتثبيت مدير نوافذ بدلا من بيئات سطح مكتب تطلب موارد ضخمة بالمقارنة مع مدير النوافذ. عندما تم إطلاق دبيان ليني بسطح المكتب إل إكس دي إي، استهلك من المعالج والذاكرة أقل بكثير مما تستهلك بيئا سطح مكتب أخرى مثل كيدي وجنوم. إذنً متطلبات تشغيل دبيان تعتمد على عدد الحزم المثبتة، بواجهة رسومية أم لا، على نوع استخدامك.

## توزيعات مبنية على دبيان
اختار مطورو العديد من التوزيعات أن يبنوها على دبيان، ومن بين هذه التوزيعات:
| توزيعة                           | فرع دبيان   | إصدار دبيان        |
| -------------------------------- | ----------- | ------------------ |
| أوبنتو                           | غير مستقر   | دبيان 6.0 (سكويز)  |
| أوبنتو (الإصدار ذو الدعم الطويل) | اختبارية    | دبيان 6.0 (سكويز)) |
| ميبيس                            | المستقر     | دبيان 6.0 (سكويز)  |
| ميبيس (انتيكس)                   | الاختباري   | الاختبارية         |
| دام سمول لينكس                   | غير معروف   | غير معروف          |
| زاندروس                          | غير معروف   | غير معروف          |
| نوبكس                            | غير معروف   | غير معروف          |
| باك تراك                         | غير معروف   | غير معروف          |
| لينسباير                         | غير معروف   | غير معروف          |
| ابتوسيد (تعرف سابقا بـ سيد يوكس) | غير المستقر | غير المستقرة       |
| جنو لين إكس                      | غير معروف   | غير معروف          |
| كرانشبانج لينكس                  | المستقر     | دبيان 7.0 (ويزي)   |
| لينكس مينت (إصدار دبيان)         | الاختباري   | الاختبارية         |

## وصلات خارجية
- دبيان على موقع Framasoft (الفرنسية)
- الموقع الرسمي
- الموقع الرسمي العربي
- مواقع مرايا دبيان في جميع أنحاء العالم
- صفحة توزيعة دبيان/جنو لينكس على distrowatch.com
- موقع حزم دبيان